# Анаксин
Анаксин (IV век до н. э.) — шпион македонского царя Филиппа II .
После поражения в 354 году до н. э. от фокидян македонский царь Филипп II предпринял ряд усилий, направленных на усовершенствование военного дела в своём государстве. Среди прочих известны его меры по развитию как тактической разведки, так и агентурной работы. По замечанию А. А. Клейменова, созданная Филиппом система сбора информации ранее не была известна Европе, а её аналоги существовали только в таких ведущих державах Востока как Ассирия и Персия. Уже из «Первой речи против Филиппа» Демосфена 351 года до н. э. следует, что благодаря своим осведомителям македонский правитель был в курсе всех афинских дел. Через десятилетие в этом полисе осуществлял свою деятельность Анаксин, родом из эвбейского города Ореи. Он прибыл в Афины под предлогом совершения покупок для царицы Олимпиады, при этом, по словам Демосфена, тайно встречался с Эсхином. Из речи самого Эсхина известно, что Анаксин был ксеном Демосфена, который останавливался в доме своего гостеприимца на Эвбее. Тем не менее Демосфен сам подверг его пытке, а потом добился и смертного приговора, заявив затем, что «соль города ценит дороже, чем стол ксена».